# 嶺東線

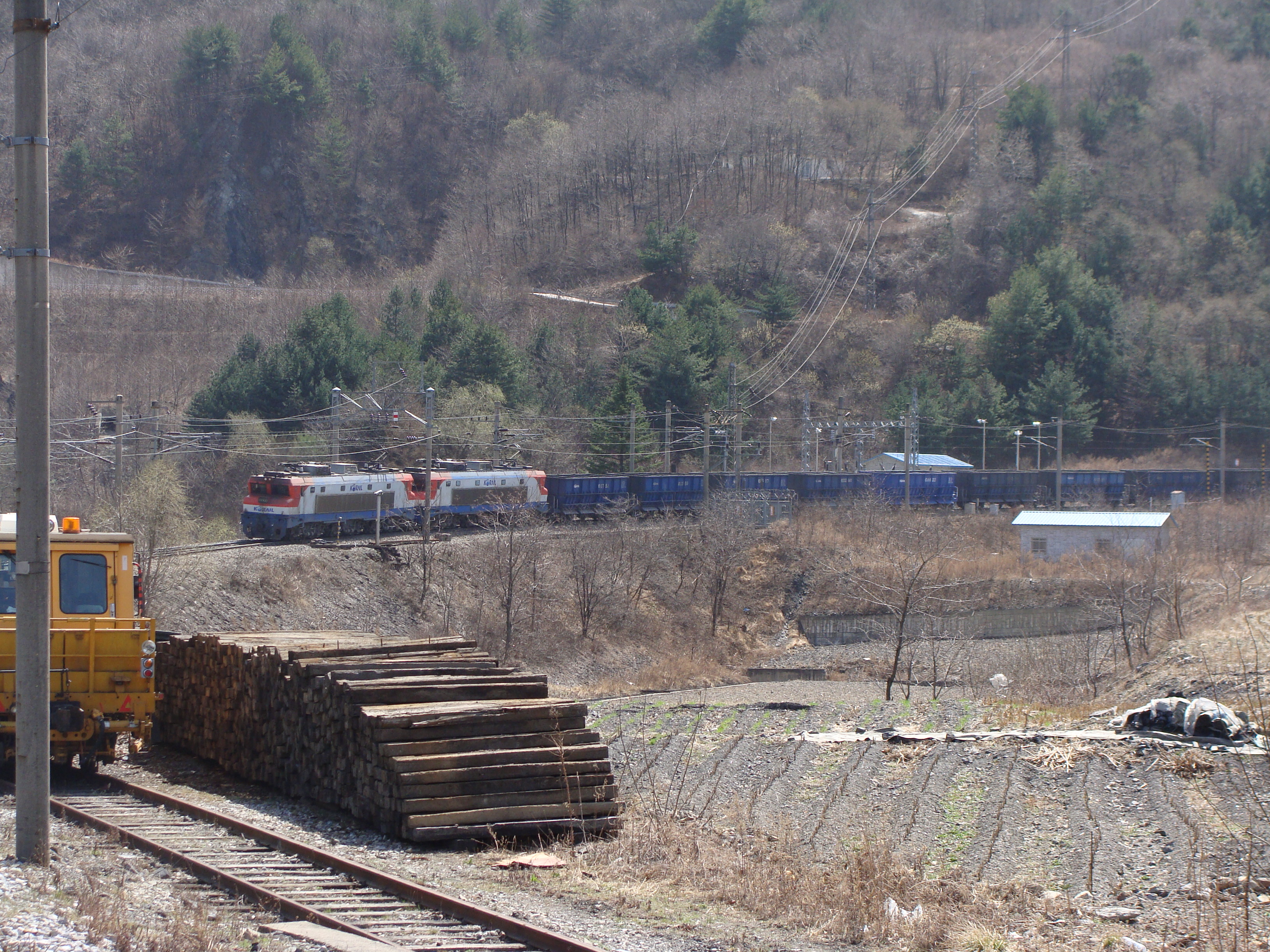
岭东线货车于深浦里站附近

嶺東線（：／ Yeongdong seon */?）是一條連結慶尚北道榮州市榮州站與江原特別自治道江陵市青良信號場，屬於韓國鐵道公社的鐵路線。大部分路段在1955年開通，1962年全線通車。榮州站與慶北線、中央線連接，東栢山站與太白線連接，往後預定與東海北部線接續。

## 路線資料
- 軌距：標準軌
- 路線延長：188.9公里
- 電氣化路段：全線
- 電氣化方式：交流電 25000V, 60Hz
- 複線路段：沒有
- 信號體系：ATS
- 通行方向：左側通行

## 歷史
目前嶺東線的第一個通車路段是墨湖 - 铁岩區間，於朝鮮日治時期的1940年8月1日開通，當時稱為鐵岩線，由三陟鐵道營運，當時的建設目的是將太白山脉開採的煤礦運至朝鮮半島東海岸的墨湖港出口。與此同時將太白山脉煤礦運至半島西側的榮州 - 鐵岩路段也開始建設，到1945年8月已幾乎完工，然而由於日本在1945年8月戰敗投降，榮州 - 鐵岩路段的建設被迫暫停，隨後因洪水爆發導致工程損壞。
1948年8月三陟鐵道被收歸國有，隨後1949年在美國支持下，榮州 - 鐵岩路段重新開始建設，1955年榮州 - 鐵岩路段完工，被稱為榮岩線，當時桶里 - 深浦里區間坡度過陡，因此將該路段建設為纜索鐵路，列車必須依附於纜索運行。1961-62年東海北部線建設北坪 - 鏡浦台之間的路段，但是由於東海線其餘路段遲遲未能建設，因此該路段在1963年與榮岩線、鐵岩線一同合併為嶺東線，預計作為東海線一部分的三陟線也成為嶺東線的支線。同年桶里 - 深浦里區間新線開通，纜索鐵路段廢除，但列車仍要加掛補機才能通過該路段。
1975年嶺東線開始電氣化，配合1973年完成的中央線清涼里 - 堤川和1975年完工的太白線電氣化工程，形成太白山脈煤礦運往首爾的電氣化鐵路通道。1979年廢止江陵 - 鏡浦台區間。1997年榮州 - 鐵岩電氣化、2005年9月東海 - 江陵間電氣化，嶺東線完成全線電氣化。
2007年作為金大中政府陽光政策的一部分，在金剛山旅遊和開城工業園區計劃進行的同時，推進了東海線和京義線沿線公路和鐵路的南北連接項目， 以將其用作從韓國經朝鮮到中國和俄羅斯的物流路線。幾經波折後2007年5月17日朝韓列車進行試運行，並利用嶺東線東海 - 江陵路段，但是隔年便因為朝鮮半島局勢升溫而中止。
2010年韓國政府宣布了準高速鐵路計畫，計劃到2020年將首爾至全國95%地區的出行時間縮短至2小時以內，根據該計劃嶺東線東海至江陵部分將升級為230公里/小時。2012年6月27日東栢山到道溪區間的展線隧道貫通，隧道長16.7公里，於1999年動工建造，開通後通過該區間的列車不再需要加掛補機。
2018年京江線開通，江陵站劃歸京江線，嶺東線縮短至青良信號場。2020年開通首爾 - 東海間KTX列車，2021年列車由KTX-山川改為KTX-Eum運營。
2020年開通首爾 - 東海間KTX列車後，嶺東線運轉系統以東海為界，東海下行方向以Nuriro號和KTX-Eum為主，開往江陵或經京江線開往首都圈；東海上行方向則以機輛模式的無窮花號運營，多數列車在東栢山站轉入太白線，再接中央線至清涼里站，因此榮州 - 東栢山區間列車數量較少，另外還設定一些在榮州經中央線、慶北線往東大邱、釜田、釜山方向的列車 (往釜田、釜山僅周末運行)。嶺東線同時是韓鐵許多觀光列車的運行路線，包括海浪號、海列車、白頭大幹峽谷列車，以及已停運的中部内陸循環列車。

## 車站列表
| ↑ 中央線文殊站方向 |  |  |      |       |    |                |                |                        |                |        |                   |
| 榮州               |  |  | 0.0  | 0.0   | ●  | 未 運 行 路 段 | 未 運 行 路 段 | 中央線 慶北線          | 慶尚北道       | 榮州市 |                   |
| 北榮州             |  |  | 1.8  | 1.8   | ｜ | 未 運 行 路 段 | 未 運 行 路 段 |                        | 慶尚北道       | 榮州市 | 信號所            |
| 文丹               |  |  | 7.2  | 9.0   | ｜ | 未 運 行 路 段 | 未 運 行 路 段 |                        | 慶尚北道       | 奉化郡 | 信號場            |
| 奉化               |  |  | 5.7  | 14.7  | ●  | 未 運 行 路 段 | 未 運 行 路 段 |                        | 慶尚北道       | 奉化郡 |                   |
| 巨村               |  |  | 5.5  | 20.2  | ｜ | 未 運 行 路 段 | 未 運 行 路 段 |                        | 慶尚北道       | 奉化郡 |                   |
| 鳳城               |  |  | 5.5  | 25.7  | ｜ | 未 運 行 路 段 | 未 運 行 路 段 |                        | 慶尚北道       | 奉化郡 |                   |
| 法田               |  |  | 7.0  | 32.7  | ｜ | 未 運 行 路 段 | 未 運 行 路 段 |                        | 慶尚北道       | 奉化郡 |                   |
| 春陽               |  |  | 5.2  | 37.9  | ●  | 未 運 行 路 段 | 未 運 行 路 段 |                        | 慶尚北道       | 奉化郡 |                   |
| 鹿洞               |  |  | 4.8  | 42.7  | ｜ | 未 運 行 路 段 | 未 運 行 路 段 |                        | 慶尚北道       | 奉化郡 | 信號場            |
| 林基               |  |  | 4.9  | 47.6  | ▲  | 未 運 行 路 段 | 未 運 行 路 段 |                        | 慶尚北道       | 奉化郡 |                   |
| 縣洞               |  |  | 5.1  | 52.7  | ▲  | 未 運 行 路 段 | 未 運 行 路 段 |                        | 慶尚北道       | 奉化郡 |                   |
| 汾川               |  |  | 6.6  | 59.3  | ▲  | 未 運 行 路 段 | 未 運 行 路 段 |                        | 慶尚北道       | 奉化郡 |                   |
| 肥洞               |  |  | 4.2  | 63.5  | ▲  | 未 運 行 路 段 | 未 運 行 路 段 |                        | 慶尚北道       | 奉化郡 | 臨時乘降場        |
| 兩元               |  |  | 2.0  | 65.5  | ▲  | 未 運 行 路 段 | 未 運 行 路 段 |                        | 慶尚北道       | 奉化郡 | 臨時乘降場        |
| 承富               |  |  | 3.9  | 69.2  | ▲  | 未 運 行 路 段 | 未 運 行 路 段 |                        | 慶尚北道       | 奉化郡 |                   |
| 石浦               |  |  | 7.6  | 76.8  | ●  | 未 運 行 路 段 | 未 運 行 路 段 |                        | 慶尚北道       | 奉化郡 | V-train不停靠通過 |
| 銅店               |  |  | 6.2  | 83.0  | ｜ | 未 運 行 路 段 | 未 運 行 路 段 |                        | 江原特別自治道 | 太白市 |                   |
| 鐵岩               |  |  | 4.0  | 87.0  | ▲  | 未 運 行 路 段 | 未 運 行 路 段 |                        | 江原特別自治道 | 太白市 |                   |
| 栢山               |  |  | 4.3  | 91.3  | ｜ | 未 運 行 路 段 | 未 運 行 路 段 | 太白線                 | 江原特別自治道 | 太白市 |                   |
| 東栢山             |  |  | 1.8  | 93.1  | ▲  | 未 運 行 路 段 | 未 運 行 路 段 | （太白三角線）         | 江原特別自治道 | 太白市 |                   |
| 率安               |  |  | 10.0 | 103.1 | ｜ | 未 運 行 路 段 | 未 運 行 路 段 |                        | 江原特別自治道 | 太白市 | 信號場            |
| 道溪               |  |  | 8.2  | 111.3 | ●  | 未 運 行 路 段 | 未 運 行 路 段 |                        | 江原特別自治道 | 三陟市 |                   |
| 古士里             |  |  | 4.7  | 116.0 | ｜ | 未 運 行 路 段 | 未 運 行 路 段 |                        | 江原特別自治道 | 三陟市 |                   |
| 下古士里           |  |  | 1.7  | 117.7 | ｜ | 未 運 行 路 段 | 未 運 行 路 段 |                        | 江原特別自治道 | 三陟市 | 無人站            |
| 馬次里             |  |  | 3.5  | 121.2 | ｜ | 未 運 行 路 段 | 未 運 行 路 段 |                        | 江原特別自治道 | 三陟市 |                   |
| 新基               |  |  | 5.4  | 126.6 | ▲  | 未 運 行 路 段 | 未 運 行 路 段 |                        | 江原特別自治道 | 三陟市 |                   |
| 上鼎               |  |  | 5.2  | 131.8 | ｜ | 未 運 行 路 段 | 未 運 行 路 段 |                        | 江原特別自治道 | 三陟市 | 信號場            |
| 未老               |  |  | 4.7  | 136.5 | ｜ | 未 運 行 路 段 | 未 運 行 路 段 |                        | 江原特別自治道 | 三陟市 |                   |
| 桃京里             |  |  | 3.6  | 140.1 | ｜ | 未 運 行 路 段 | 未 運 行 路 段 |                        | 江原特別自治道 | 三陟市 | 信號場            |
| 東海               |  |  | 7.5  | 147.6 | ●  | ●              | ●              | 三陟線 北坪線 墨湖港線 | 江原特別自治道 | 東海市 |                   |
| 墨湖               |  |  | 6.0  | 153.6 | ●  | ●              | ▲              | 墨湖港線               | 江原特別自治道 | 東海市 |                   |
| 望祥               |  |  | 6.0  | 159.6 | ｜ | ｜             | ｜             |                        | 江原特別自治道 | 東海市 | 無人站            |
| 望祥海水浴場       |  |  | 0.9  | 161.5 | ▲  | ｜             | ｜             |                        | 江原特別自治道 | 東海市 | 臨時乘降場        |
| 玉溪               |  |  | 3.7  | 165.1 | ｜ | ｜             | ｜             |                        | 江原特別自治道 | 江陵市 |                   |
| 正東津             |  |  | 11.4 | 176.5 | ●  | ●              | ▲              |                        | 江原特別自治道 | 江陵市 |                   |
| 安仁               |  |  | 7.1  | 183.6 | ｜ | ｜             | ｜             | （江陵三角線）         | 江原特別自治道 | 江陵市 |                   |
| 青良               |  |  | 5.3  | 188.9 | ｜ | ｜             | ｜             | 京江線                 | 江原特別自治道 | 江陵市 | 信號場            |

### 廢止區間
- 江陵 - 鏡浦台，1979年3月1日廢止，長度1.0公里。
- 東栢山站 - 桶里站 - 深浦里信号場 - 興田站  - 羅漢亭站 - 道溪站區間，2012年6月27日廢止，長度19.1公里，該路段於2014年被改造為鐵道主題公園。[4]

## 外部連結
- [[韩国铁道 缆线旅行] 东海圣诞列车 运转室 江陵至东海]. 한국철도TV. YouTube. 2021-12-16  [2021-12-17]. （原始内容存档于2021-12-18） （韩语）.